# تفسير الأحلام (فرويد)
تفسير الأحلام (بالألمانية: Die Traumdeutung) هو كتاب بقلم المحلل النفسي سيغموند فرويد. يقدم الكتاب نظرية فرويد في اللاوعي فيما يتعلق بموضوع تفسير الأحلام، كما يناقش أيضا أولا النظرية التي عرفت فيما بعد باسم عقدة أوديب. قام فرويد بتنقيح الكتاب ثماني مرات على الأقل، وأضاف قسما شاملا في الطبعة الثالثة يتعامل فيه مع رمزية الحلم بشكل حَرْفي، حيث يظهر عليه تأثير فيلهلم شتيكل. قال فرويد عن هذا العمل، «بصيرة مثل هذه تقع في يد المرء مرة في العمر».
كانت مبيعات النسخ المطبوعة الأولى من الكتاب منخفضة جدا - استغرق الأمر سنوات عديدة حتى بيعت أول 600 نسخة. ومع ذلك، اكتسب العمل شعبية عندما اشتهر فرويد، وأصدر سبع طبعات خلال حياته.
أصدرت أول ترجمة من الألمانية إلى الإنجليزية من قبل أبراهام بريل، وهو محلل نفسي فرويدي. بعد سنوات، نشرت ترجمة مصدقة بقلم جيمس ستراتشي. وأحدث ترجمة إنكليزية كانت بقلم جويس كريك. كان الكتاب طويلا جدا ومعقدا، ما حدا بفرويد بكتابة نسخة مختصرة بعنوان «عن الأحلام».

## روابط خارجية
- تفسير الأحلام على موقع الموسوعة البريطانية (الإنجليزية)
- tafsir al ahlam ibn sirin